# My P.S. Partner
Pour plus de détails, voir Fiche technique et Distribution.
My P.S. Partner (hangeul : 나의 P.S. 파트너 ; RR : Naui P.S. Pateuneo), aussi connue sous le titre Whatcha Wearin'?, est une comédie romantique sud-coréenne coécrite et réalisée par Byun Sung-hyun, sortie en 2012.

## Synopsis
Compositeur en mal d'inspiration, Hyun-seung perd totalement pieds lorsqu'il est largué par sa petite amie So-yeon après sept ans de relation. Ses amis Seok-woon et Young-min, de très mauvais conseils, n'arrangent pas franchement la situation.
De son côté, Yoon-jung, jeune styliste brillante mais sous-estimée, tente en vain de raviver la flamme avec son compagnon Seung-joon. Elle désespère que ce dernier la demande en mariage, d'autant qu'elle a renoncé à travailler pour le satisfaire.
Un soir, Yoon-jung, pensant appeler son petit copain, contacte accidentellement Hyun-seung. Sans lui laisser le temps de se présenter, elle se livre à une séance très érotique qui produit un effet immédiat sur son interlocuteur... Jusqu'au moment où elle réalise que l'homme au bout du fil est un parfait inconnu !
Passé le moment de panique, Yoon-jung décide de garder contact avec Hyun-seung. S'improvisant sex friends par téléphones interposés, les deux jeunes gens deviennent complices, se confient l'un à l'autre, se soutiennent et abordent des sujets de plus en plus intimes.
La situation aurait très bien pu en rester là... Mais un jour, la question fatidique se pose : faut-il qu'ils se rencontrent au risque de détruire leur lien privilégié ? Que se passera-t-il si So-yeon décide de reconquérir Hyun-seung ? Yoong-jung peut-elle vraiment passer sa vie avec Seung-joon, un homme égoïste et volage ? Et surtout, lorsque tout a commencé par une erreur, une histoire d'amour peut-elle exister ?

## Fiche technique
- Titre original : 나의 P.S. 파트너 ; RR : Naui P.S. Pateuneo
- Titre international : Whatcha Wearin'?
- Réalisation : Byun Sung-hyun
- Scénario : Byun Sung-hyun, Kim Min-soo
- Photographie : Choe Sang-ho
- Montage : Kim Sang-bum, Kim Jae-bum
- Musique : Kim Hong-jib
- Société de distribution : CJ Entertainment
- Pays d’origine :  Corée du Sud
- Langue originale : coréen
- Format : couleur
- Genre : comédie romantique
- Durée : 114 minutes
- Date de sortie :
  - Corée du Sud : 6 décembre 2012
- Classification :
  - Corée du Sud : Déconseillé aux moins de 19 ans

## Distribution
- Ji Sung : Hyun-seung[1]
- Kim Ah-joong : Yoon-jung[2],[3],[4]
- Shin So-yul : So-yeon[5], l'ex petite amie de Hyun-seung
- Kang Kyung-joon : Seung-joon, le petit ami de Yoon-jung
- Kim Sung-oh : Seok-woon, ami de Hyun-seung
- Moon Ji-yoon : Young-min, ami de Hyun-seung
- Jung Soo-young : Jin-joo
- Kim Bo-mi : Yoon-mi
- Kim Bo-yeon : la mère de Yoon-jung
- Ok Ji-young : Soo-jung
- Lee Mi-so : Hye-rim
- Hwang Seung-eon : Choi Young-ah
- Kwak Ji-min : Ah-ra

## Accueil

### Succès public
My P.S. Partner est la comédie romantique déconseillée aux moins de 19 ans ayant atteint le plus rapidement le million d'entrées. Elle atteint ce nombre symbolique en seulement dix jours. Elle cumule 1 831 644 entrées et rapporte 12 376 644 $.

### Récompenses et nominations
- 49e édition des Baeksang Arts Awards 2013 : Nomination - Meilleure actrice dans un second rôle pour Shin So-yul
- 50e édition des Grand Bell Awards 2013 : Nomination - Meilleure nouvelle actrice pour Shin So-yul